# Nina Miranda
Nina Miranda (Montevideo, 8 de noviembre de 1925-Buenos Aires, 1 de enero de 2012), cuyo nombre real era Nelly María Hunter, fue una cantante y compositora de tango uruguaya, que se destacó en la década de 1950.

## Primeras actuaciones

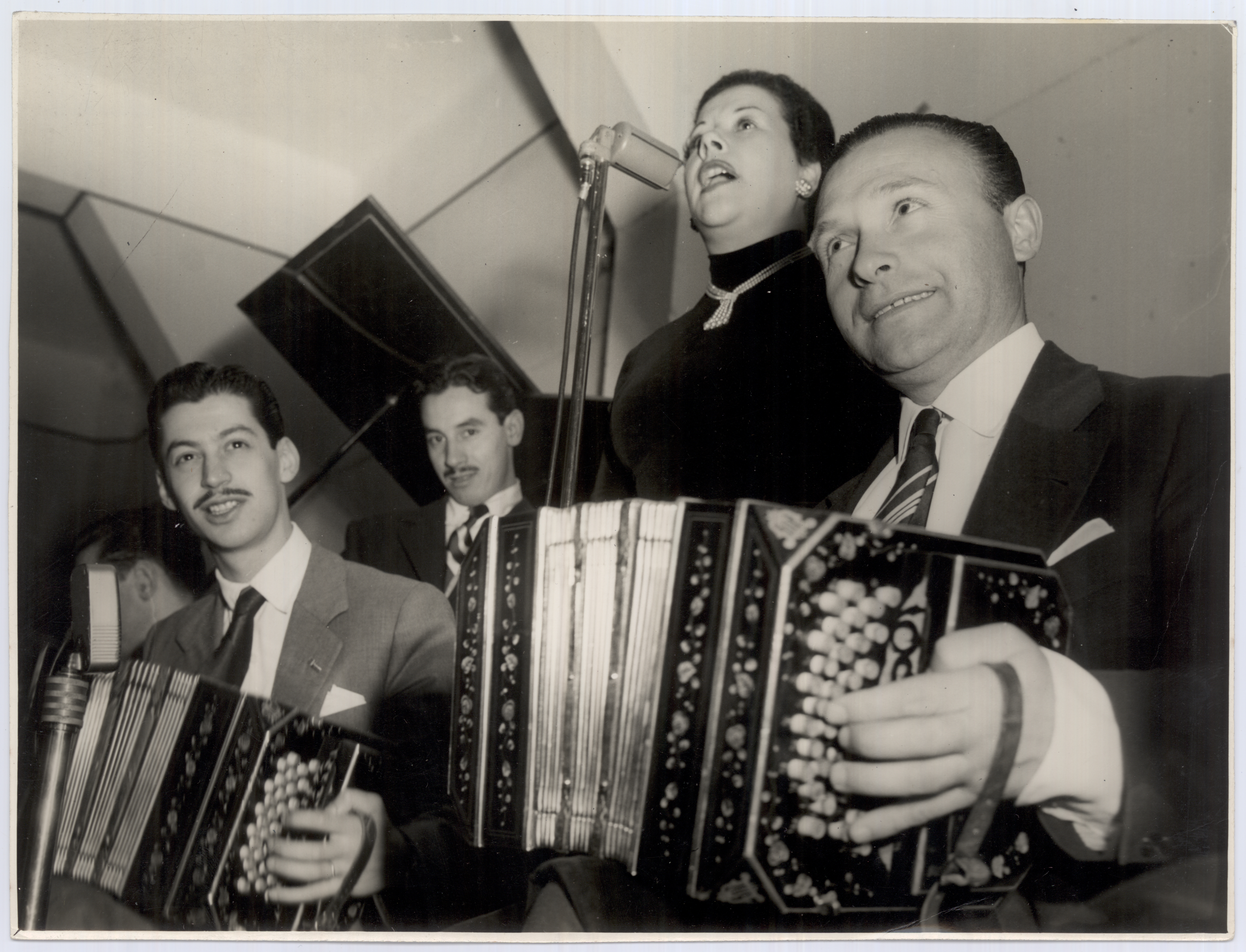
Orquesta de Donato Raciatti con la cantante Nina Miranda en 1954.

Desde muy chica le gustaba cantar y cuando ganó un concurso que organizaban los Hermanos Dante comenzó, como premio, a actuar en la radio. Posteriormente, en 1942, ganó otro concurso en CX 36 Radio Centenario, con lo que obtuvo un contrato por tres meses. Después aceptó cantar en la orquesta de señoritas Las Golondrinas, que dirigía Teresita Añón, con la cual hizo actuaciones que incluyeron una gira por Brasil, a la que siguió otra para actuar en São Paulo, con Hilda Sorondo como directora. En Montevideo trabajaron en el Café Palace, que estaba abajo del Palacio Salvo. Miranda pasó por varias formaciones, incluyendo las dirigidas por Francisco Reinares, por Emilio Pellejero y la de Roberto Luratti. Su primera grabación la hizo con Juan Cao. En esa orquesta hizo dúos con Alberto Bianchi y en 1948, hizo una temporada en el show del Hotel Rambla, con la orquesta de Pellejero, compartiendo cartel con Eduardo Adrián.

## Con Donato Racciatti
El director Juan Esteban Martínez, “Pirincho” la encuentra en forma casual en los estudios de Sondor y le propone allí mismo que graben el tango Maula, lo que hizo luego de ensayarlo 40 minutos y de inmediato fue un gran éxito, a raíz de lo cual la llama Donato Racciatti para actuar en el sainete Tu cuna fue un conventillo, en el Teatro 18 de Julio, donde además de cantar Maula y De tardecita, estrenó Tu corazón.
Con Racciati grabó junto al cantor Roberto Lister, Mano a mano, el tango de Celedonio Flores con música de Carlos Gardel y José Razzano, pero con un agregado a la letra, de Humberto Correa, el autor de Mi vieja viola, en el cual la mujer da su propia versión de los hechos. Cabe aclarar que por error en la etiqueta del disco figuran Carlos Roldán y Olga Delgrossi. Algunas de sus realizaciones más populares de ese período fueron los tangos Maula, Vencida y Tu corazón.

## Radicación en Argentina
A partir de 1955 se radicó en Buenos Aires, donde actuó por Radio Belgrano con la orquesta de Lucio Demare y efectuó registros fonográficos para el sello Odeón con la orquesta dirigida por Graciano Gómez. Cuando a raíz del derrocamiento de Perón se normalizan las relaciones con el Uruguay, comienza a alternar actuaciones por Radio El Espectador de Montevideo con el sexteto de Oldimar Cáceres. Más adelante actuó con la orquesta dirigida por Héctor Norton y luego, con su propia formación dirigida por Alberto Córdoba siguió hasta 1958.
Se casó el 11 de octubre de 1957 y a pedido de su esposo dejó la actuación. Hasta ese momento tenía grabadas 68 placas, 32 de ellas con Donato Racciatti, 30 con Graciano Gómez y Alberto Córdoba, 5 con Juan Cao y una con Esteban Martínez. Varias en dúo con Víctor Ruiz o con Roberto Lister.
En 2008, con las cantantes María de la Fuente, Elsa Rivas y la Orquesta Nacional de Música Argentina Juan de Dios Filiberto presentaron el espectáculo El retorno de las cancionistas en Harrods, donde cantaron sus temas más exitosos evocando las épocas de esplendor del tango.
Dueña de una impostación natural, una voz cristalina, un fraseo suave y expresivo, en su faceta de compositora fue autora de los tangos Canción para mi amor con letra de Abel Aznar y No hagas caso de la gente, con música de Néstor D'Alessandro.